# 아카츠키 (나루토)
아카츠키(일본어: 暁)는 만화 《나루토》에 등장하는 가공의 조직이다.

## 구성원

### 육도 페인 (우즈마키 나가토)
■ 성우: 호리우치 켄유(페인, 야히코), 모리타 마사카즈(나가토), 마에노 토모아키(소년 시절 나가토) / 송준석(페인, 나가토), 강호철(야히코), 김율(어린시절)
닌자 세계의 모든 술법을 창조했다는 전설의 인물이자 육도선인의 윤회안을 소유한 아카츠키의 표면적인 리더이다. 혼자의 힘으로 살인이 난무하던 비 마을을 제압하여 평화를 가져다준 덕분에 비 마을 사람들과 닌자들에게는 신으로 불리고 있다. 6체의 육체를 바탕으로 움직이며, 모두 얼굴과 몸 전체에 검은색의 피어스(차크라 수신기)를 차고 있다. 나루토 질풍전에서 아카츠키의 뒤를 캐기 위하여 비의 마을에 잠입한 스승 지라이야를 죽인 후, 나루토의 몸 안에 봉인된 구미를 포획하기 위해 나뭇잎 마을을 침공한다. 탐색조와 양동조로 나누어 게릴라전을 펼치며 나뭇잎 마을을 파괴하며 압도적인 실력을 보여준다. 페인 인간도가 시즈네의 머리속을 읽어 묘목산에 나루토가 있음을 알고 그곳에 가려하지만, 선술을 익히고 돌아온 나루토를 만나 전투를 벌인다. 증오의 감정만이 평화를 가져다 줄거라는 사상을 나루토에게 말함과 동시에 히나타를 비롯한 나루토의 동료들을 닥치는대로 죽여 나루토의 분노를 사고, 미수화한 나루토의 활약에 의하여 페인 육도는 모두 죽는다. 전투 중 페인 육도를 조종하는 본체가 어딘가에 있음을 눈치챈 나루토는 차크라 수신기를 자신의 몸에 꽂아 본체의 위치에 찾아간다. 본체인 우즈마키 나가토는 뼈만 남아있고, 등에는 수개의 차크라 수신기를 꽂고 있었다. 나루토와의 대화 후 외도 윤회천생술로 자신이 나뭇잎에 와서 죽인 모든 나뭇잎 마을사람들을 살려주고 차크라와 스테미너를 다 소진하여 사망한다. 그의 시체와 페인 천도의 육체로 사용된 야히코의 시체는 후에 코난이 비 마을로 가져가 장례를 치러준다.
- 페인 육도의 탄생 배경

나가토가 어릴적 닌자세계는 인계대전 중이였고, 그의 고향인 비 마을도 전쟁터였다. 나가토의 가족은 전쟁 중 적군 닌자로 착각한 나뭇잎 닌자들에 의하여 살해되었는데, 나뭇잎 닌자들은 자신들이 죽인 사람이 민간인임을 알고 나가토에게 사과하나, 나가토는 부모님을 잃은 충격으로 잠재되어 있던 윤회안을 깨워서 나뭇잎 닌자들을 죽인다. 그 후 나가토는 부모님을 잃고 이곳저곳을 떠돌며 고아로 지내다가 비슷한 처지의 코난과 야히코를 만난다. 그들은 서로를 의지하며 전쟁을 극복하며 살아가는데, 우연히 전설의 세 닌자중 하나인 지라이야를 만나고 그의 제자가 된다. 지라이야는 나가토, 코난, 야히코를 닌자로 키울 것을 결심하고 인술을 가르쳐 준다. 나가토에겐 윤회안의 동력을 제어할 힘을 주기 위해, 코난과 야히코에겐 자신을 지킬 힘을 심어주기 위해서였다. 3년 후 성장한 3인방을 두고 지라이야는 나뭇잎 마을으로 돌아간다. 그 후 셋은 야히코를 리더로 삼아 아카츠키라는 조직을 세워 활동하는데 힘이 허락하는 한 무력을 쓰지 않고 평화를 유지한다는 뜻에 많은 이들이 공감해 조직에 들어와 활동한다. 점점 그 세력은 커져가고 비 마을 수장 도롱뇽 한조는 아카츠키와 동맹을 맺고, 나뭇잎, 모래, 바위 마을 3국과 평화 협정에 참여해줄 것을 제의한다. 하지만 한조는 아카츠키의 세력이 커지면 비 마을의 실세인 자신에게 위협이 될 것이라 생각하고 나뭇잎의 암부 뿌리의 수장인 단조와 함께 아카츠키를 말살할 계획이였다. 한조는 아카츠키 일원들을 제압하고 코난을 인질로 잡아, 나가토에게 야히코를 죽이라고 지시한다. 야히코는 나가토와 코난을 살리기 위하여 스스로 나가토의 무기에 찔려 사망한다. 야히코의 죽음에 충격을 받은 나가토는 분노가 폭발해 과거 육도선인이 다루던 소환수인 외도마상을 불러내어 단조와 한조를 죽이려 하지만 실패한다. 그때 외도마상에게서 나온 차크라 수신기가 몸에 박힘과 동시에 몸이 불구가 되었고, 나가토는 야히코를 포함한 6구의 시체로 페인 육도를 만들어 거동이 불편해진 자신을 대신해 사용하게 된다.
- 페인육도

페인 육도는 나가토가 조종하는 시체들이다. 윤회안을 차지한 우치하 마다라도 육도를 만들어 제 4차 인계대전에 사용한다. 조종은 나가토는 기계에 남아있고 등에 있는 차크라 수신기로 페인 육도를 조종한다. 페인 육도를 조종하기 위해선 나가토가 가깝고 높은 곳에 있어야 한다.
페인 수라도는 다양한 무기를 사용한다. 미사일이나 빔포 등의 다채롭고 강력한 원거리 무기들을 다수 사용한다. 지라이야가 젊은 시절 만났던 모래마을 출신의 떠돌이 꼭두각시술사이다. 카카시가 파괴하는데 성공했지만, 지옥도의 능력으로 다시 살아난다. 후에 나루토의 나선환에 맞고 파괴된다.
페인 아귀도는 인술을 흡수한다. 지라이야가 젊은 시절 만났던 풀 마을 닌자이다. 나루토의 선인모드 차크라를 너무 많이 흡수하여 개구리 석상이 되버려 리타이어한다.
페인 인간도는 만지는 모든 것의 생각을 읽고 영혼을 끌어내 죽일 수 있다. 나루토의 풍둔 나선수리검으로부터 축생도를 구해내고 사망한다.
페인 지옥도는 상대의 혀를 잡아 상대방의 말이 진실인지 거짓인지를 밝혀내고, 죽은 페인을 살려낼 수 있다. 인술과 체술엔 약하며, 후방에서 전투불능 혹은 사망한 페인을 살려주는 역할이다.
페인 축생도는 소환술을 사용한다. 지라이야와 전투 당시의 축생도와 나뭇잎 마을 침공 당시의 축생도는 다른 모습인데, 전투에서 죽은 뒤 시체를 찾지 못한 축생도를 대신해서 나가토가 여자의 시체로 새로운 축생도를 만들었다. 가마분타의 입속에서 나루토의 나선환에 맞아 사망한다.
페인 천도는 인력과 척력을 조종한다. 척력-신라천정으로 가아라의 모래와 스사노오와 대등한 절대절어와 공격력을 구사하며, 인력-만상천인으로 상대를 농락하듯이 공격한다. 이 기술들 외에도 육도선인이 달을 만들었다는 거대한 구를 만드는 술법 지폭천성을 구사한다.

### 코난
■ 성우: 타나카 아츠코, 미네 카오리(어린시절 코난) / 안영미
과거 전쟁고아였던 나가토, 야히코의 동료로 종이 인술을 자유자재로 구사한다. 나가토의 죽음으로 아카츠키를 탈퇴한 후 비 마을의 리더가 된다. 나가토의 윤회안을 노리고 온 토비에게 패배하고, 환술에 걸려 나가토의 시체가 있는 위치를 말한 후 죽음을 맞이한다.

### 우치하 이타치
■ 성우: 이시카와 히데오 / 구자형
우치하 사스케의 형이자 사스케가 깊은 증오를 품게 한 장본인이다. 하지만 사스케를 무지 아끼고 사스케를 보호하기 위해 사스케를 보호해주는 대가로 우치하 일족을 모두 말살했다. 후에 사스케의 손에 의해 죽고, 카부토의 예토전생에 의해 다시 살아난다. 이타치가 사스케를 위해 나루토에게 건 시스이의 환술 코토아마츠카미에 걸려 사스케와 함께 싸우고, 카부토에게 이자나미를 걸고 리타이어 시킨 후 예토전생이 풀려 사스케에게 영원한 이별을 고한다.

### 호시가키 키사메
■ 성우: 단 토모유키 / 문관일
과거 안개마을의 닌자도 7인방의 일원으로 엄청난 실력의 닌자이다. 영주 살해, 국가 파괴 공작 등으로 지명수배 중인 탈주닌자로 유명하다. 탁한 파란색의 피부에 눈이 이상하게 생겼으며, 양쪽 아래에는 아가미가 3개씩 나있는 인물로 귀신상어(키사메)라는 이름다운 외모를 지녔다. 타인에겐 꼬박꼬박 존댓말을 붙이기에 착한성격으로 보일 수 있지만 실제론 잔인하고 냉정한 성격을 지녔다. 수둔 술법의 달인이며 닌자도 7인방의 칼중 최강이라 불리는 차크라를 먹어치우는 칼 사메하다를 등에 차고 있다. 키사메는 아카츠키의 멤버 중 가장 많은 양의 차크라를 가지고 있으며, 사메하다가 적에게서 뺏어온 차크라를 통하여 소모된 체력을 회복하기에 장기전에선 엄청난 이점을 지닌다. 특히 사메하다와 융합한 상어인간 형태는 미수 없는 인주력 - 꼬리 없는 미수라고 불리며 닌자세계에선 악명을 떨치고 있다.
나루토 1부에서 우치하 이타치와 동행하여 나뭇잎 마을에 찾아온 것이 첫 등장이다. 전력을 다하진 않았지만 마이트 가이를 살짝 압도하는 모습을 보여주며 강한 인상을 남긴다. 이후 한참동안 등장이 없다가 나루토 2부에서 본격적으로 활약한다. 아카츠키의 뒤를 쫓는 마이트 가이팀과의 대결에서 제츠의 분신에 자신의 차크라 30%를 이식한 분신을 보내 엄청난 전투력을 보여주지만 전력을 다하지 않은 분신이였기에 패배한다. 이후 다른 인주력을 사냥하는 모습이 간간히 등장하며 상당한 실력자로서의 모습을 보였고, 8미의 인주력인 라이카게의 동생 비를 잡으러 등장하는 편에서 자신의 본실력을 유감없이 보여준다. 8미와 융합한 킬러비를 가볍게 요리하며 승리를 거두는듯 했지만, 팔미의 차크라가 마음에 들었던 사메하다가 키사메를 배신하는 바람에 시간이 지체되었고, 킬러비를 구하기 위하여 등장한 라이카게의 도움에 의하여 목이 잘려 사망한다.
그러나 이때 죽은 키사메는 본체가 아니였고, 킬러비와의 전투 중에 백(白)제츠가 키사메의 차크라를 흡수해 키사메로 변신한 가짜였다. 그 당시 키사메는 사메하다에 융합, 사메하다를 가져간 킬러비를 따라 안전하게 구름마을에 잠입한다. 그 후 구미의 차크라를 자유롭게 조종하게 된 미수화 나루토에게 발각되어 도망치다가 마이트 가이와 다시 결투를 해 붙잡히지만 적에게 정보를 읽히지 않기위해 상어를 소환하여 그것에 먹히면서 자살한다.

### 데이다라
■ 성우: 카와모토 카츠히코 / 정재헌
바위마을 출신의 탈주닌자이며 각종 테러를 일으키고 다녔기에 지명수배 중이다. 노란색의 말총머리가 특징으로 꽤나 재미있는 성격을 지녔다. 자신의 양손에 기괴한 입으로 특수한 점토를 먹은 이후에 그것을 다양한 모양의 폭발성 점토로 바꾸어서 사용하는 폭둔의 명수이다. 이 때문에 폭발을 무진장 좋아하는 모습이 부각되며, "예술은 폭발이다!"라는 명대사로도 유명하다. 과거 바위마을을 탈주한 이후 폭발의뢰를 받아 테러를 일으키는 프리랜서로 활동하다 아카츠키에 가입하게 된다. 이때 이타치와 대결했는데 사륜안과 관련한 트라우마가 생겨 반드시 이타치를 자신이 죽이겠다고 벼르고 있다.
나루토 2부 초반부에 동료인 사소리와 함께 모래마을에 잠입해와 일미 인주력이자 카제카케인 가아라와 전투를 벌이다 오른팔을 잃게 되지만 결국 가아라를 이기고 포획한다. 이후 데이다라는 가아라를 구하기 위하여 결성된 카카시 팀과 잠시 싸우지만, 카카시의 만화경 사륜안의 카무이에 의하여 왼팔을 잃고 가이팀의 공세에 고전하던 도중 자폭을 한다. 그러나 이때 자폭한건 가짜이며, 왼팔을 다시 붙인 후에 신참인 토비와 팀을 이루어 다른 미수를 사냥하러 다닌다. 그러던 중 사스케에게 접근하여 치열한 대결을 벌이지만 사륜안의 힘에 의하여 또다시 패배한다. 머리 끝까지 화가 난 데이다라는 사스케만큼은 죽이겠다는 심정으로 최후의 자폭을 하여 사망한다. 이후 제4차 닌자대전때 야쿠시 카부토의 예토전생에 의하여 부활하고, 이후 닌자 연합국 측의 칸쿠로의 꼭두각시와 뇌절에 당하여 감금되었지만 우치하 이타치로 인해 예토전생에서 해방되게 된다.

### 사소리
■ 성우: 사쿠라이 타카히로(사소리 본체), 아오야마 유타카(히루코), 야지마 아키코(소년 시절) / 전태열(사소리 본체), 김영찬(히루코), 이소은(소년 시절)
꼭두각시 술법을 사용하는 인물로 과거 '붉은모래 사소리'라 불리던 모래마을 출신의 탈주닌자이다. 아카츠키에 가입한 이후 오로치마루와 팀을 이루어 활동했으며, 오로치마루의 탈퇴 이후엔 데이다라와 팀을 이룬다.  사소리는 "예술은 영원한 '미'이다." 라고 말한다. 나루토 2부에서 1미의 인주력인 가아라를 포획하는 과정에서 첫등장하며 자신의 후배격인 칸쿠로와의 대결에서 압도적인 실력을 보여준다. 이후 가아라 탈환을 맡은 카카시팀과 격돌하며 모래마을의 장로이자 친할머니인 치요와 나뭇잎 마을의 의료닌자 하루노 사쿠라와 대결하게 된다. 자신이 죽인 3대 카제카게의 꼭두각시를 사용하는 등 나름의 활약을 보이지만 결국은 사쿠라에 의해 패배하고 사망한다. 참고로 자신을 이긴 사쿠라에게 오로치마루에게 심어둔 자신의 스파이인 카부토와 만날 수 있는 비밀의 장소를 알려주었다. 후에 그는 4차 인계대전 발발 초기 전투 때, 카부토의 예토전생에 의해 부활하여 칸쿠로 부대와 대결을 하지만, 칸쿠로의 설득을 듣고 마음을 고친 뒤 결국 스스로 예토전생에서 해방시킨다.

### 제츠
■ 성우: 토비타 노부오 / 김기흥
괴상한 외모에 2개의 인격이 공존하는 아카츠키 멤버이다. 흑(黑)제츠와 백(白)제츠가 한몸에 붙어 행동한다. 흑제츠는 성격이 잔인하고 어두운 편이나, 백제츠는 비교적 유쾌하고 밝은 성격이다. 싸움같은 것을 메모리에 저장해서 아카츠키의 멤버들에게 보여준다. 작중에서의 전투씬이 거의없는데, 싸움은 하지 않으며 살아있는 닌자나 죽은 시체, 차크라 등을 흡수하고, 또한 생포한 인주력들을 옮기거나 정찰하는 역할을 맡는 등 주로 전투보다는 수송이나 정찰 쪽에서만 활약하고 있다. 카제 회담을 습격해서 포자공격으로 사스케를 도와준다. 그는 사실 아카츠키가 5대국의 닌자 총연합군과 맞서기 위해 주력 병력의 근원으로, 마다라는 10만 명의 백제츠를 만들어내어 연합군과 전쟁을 벌인다. 그 후 원조 백제츠는 사스케의 스사노오의 활에 관통된 후 아마테라스에 사망한다. 사실 제츠는 초대 호카게의 세포를 배양해서 식물을 매체로 만들어진 움직이는 클론 식물로 밝혀졌으며 식물을 매체로 만들어진 영향으로 엹어져서 약해졌지만 목둔을 사용할 수 있다고 한다.

### 히단
■ 성우: 테라소마 마사키 / 이광수
올백머리를 지닌 인물로 온천마을 출신의 탈주닌자이다. 마을이 평화정책을 추구하며 군비축소 정책을 추구하자 이에 불만을 품고 사신교란 사이비 종교집단에 빠져들어 열렬한 광신자가 된다. 이후 마을을 탈주하고 이후 사신교를 전 세계에 알리려는 목적으로 아카츠키에 들어간다. 그는 입교할 때 불사에 관한 생체실험을 당한 첫 번째 실험체였는데 운좋게 성공하여 불사신의 육체를 가지게 되었다. 이 때문에 아무리 몸에 상처가 나거나 목이 잘려도 살아나는 괴물이 되었다. 특히 적의 피를 맛본 뒤, 삼각형이 그려진 원형의 진에 들어가면 온몸의 피부가 검어짐과 동시에 해골무늬의 문신이 새겨지는『사사빙혈』이란 저주의 술법을 주력으로 사용한다. 이 술법이 발동된 상태의 히단은 피를 맛본 상대와 몸이 공유되며 자신의 몸을 가해지는 모든 상처와 고통이 저주받은 대상에게 전이된다.

### 카쿠즈
■ 성우: 하시 타카야 / 이장우
폭포 마을 탈주 닌자이다. 과거에 마을 상층부의 명령으로 초대 호카게를 암살하러 갔으나 목둔인술에 패하였기 때문에 마을 상층부에 의해 임무에 실패했다는 오명과 함께 중벌을 받게 되었었다. 이 때문에 증오를 품고 탈옥하여 금지된 술법을 빼내어 탈주한 이후에 아카츠키에 들어갔다. 아카츠키에서는 현상금이 걸린 닌자들만 노려서 자금을 확보하는 역할을 맡고 있다. 히단과 파트너 관계. 본래라면 수백살을 먹은 인물인데, 마을에서 훔친 금단의 술법을 사용하여 불사신에 가까운 존재가 되었다. 그 술법이란 강한 닌자의 심장을 빼앗아 수명을 늘리는 것. 카쿠즈는 총 5개의 심장을 보유하고 있는데, 각 심장들은 다른 속성을 지니고 있다. 엄청난 파워와 스피드를 가졌으며 상당한 방어력도 가지고 있다. 이노, 쵸지, 카카시, 나루토, 사쿠라의 전투에서 사망한다. 후에 4차 인계대전 때 야쿠시 카부토의 예토전생에 의해 부활하여 잠시 활약한다.

### 토비 (우치하 오비토, 우치하 마다라)
■ 성우: 우치다 나오야(토비(마다라)), 타카기 와타루(오비토)/ 홍시호(토비(마다라)), 홍성헌(오비토)
검은색 짧은 잔디머리에 오랜지색 소용돌이 가면을 쓴 의문의 남자이다. 하타케 카카시와는 예전에 동료였다. 상당히 경박하고 수다스러우며 촐랑대는 성격으로 묘사된다. 나루토 2부에서 치요와 사쿠라의 협공으로 죽음을 맞이한 사소리의 공백을 메꿀 새로운 멤버로 들어왔다. 그러나 그의 진짜 정체는 아카츠키의 숨은 리더이자 흑막으로, 우즈마키 나가토에게 표면적인 수장의 자리를 내어주었던 것뿐이다. 이때 자신을 우치하 일족의 선조이자 전설의 닌자인 우치하 마다라라고 소개한다. 이 때문에 다른 멤버들 앞에서는 의심을 사지 않기 위해 일부러 어리숙하고 산만하며 해학적인 태도를 취했던 것이였다. 토비의 진짜 정체를 아는 사람은 우즈마키 나가토와 제츠, 코난, 우치하 이타치, 호시가키 키사메 뿐이다.
토비는 사소리의 후임으로 들어온 이후 데이다라와 콤비를 이루어 우치하 사스케와 대결했으며, 나뭇잎 마을에 침입한 페인(나가토)이 우즈마키 나루토에게 당하여 패배하자 본격적으로 활동하기 시작한다. 먼저 우치하 이타치를 이긴 사스케를 치료해주면서 자신의 정체가 우치하 일족의 선조인 '우치하 마다라'라고 말함과 동시에 '우치하 이타치'에 대한 진실을 이야기해줘서 사스케가 나뭇잎 마을에 대한 복수심을 갖도록 유도한다. 이후 아카츠키의 위험성을 우려한 5대 닌자국 수뇌부의 회의인 다섯 카게 회담에 홀연히 나타나 아카츠키가 미수를 모으는 진짜 목적과 그의 계획을 밝힌다. 그러나 다섯 카게 회담의 사람들이 그에게 팔미와 구미를 순순히 내어주길 거부하자, 제4차 닌자 대전을 선포하였다. 이윽고 우치하 사스케의 원수인 시무라 단조와의 대결을 나홀로 지켜보며 단조와의 대결에서 사륜안에 심각한 타격을 입은 사스케를 치료해주며 그가 원하는대로 이타치의 사륜안을 이식해주어 무한 만화경 사륜안을 개안하게 만들어 준다. 이후 나가토의 시체를 가지고 자취를 감춘 코난의 앞에 나타나 코난을 해치우고 나가토의 윤회안을 강탈하여 자신의 왼쪽 눈에 이식한다. 제4차 닌자 대전에선 오로치마루의 세포를 이식한 야쿠시 카부토와 동맹을 맺은 상태로 등장한다.

## 탈퇴 멤버

### 오로치마루
전설의 세 닌자 중 한 명으로, 불로불사의 술법에 대한 연구를 위하여 마을 사람을 죽여 그 시체를 실험체로 사용하던 것이 3대 호카게에게 들통나 마을에서 탈주하였다. 그 후 여러 곳의 비밀 거처와 연구소를 짓고, 불로불사의 술법에 대한 연구를 완성시켜 마침내 전생술을 익히게 되었고, 전생술에 쓸 새로운 몸으로 우치하 이타치를 노린 오로치마루는 아카츠키에 가입하였으나, 이타치가 자신보다 더 강한 것을 알자 아카츠키에서 탈퇴한다. 그 후 새로운 마을인 소리 마을을 세우고, 중급닌자시험에 소리 마을의 하급닌자들을 내보내어 나뭇잎 부수기 계획을 실행에 옮긴다. 그 과정에서 모래 마을의 4대카제카게와 나뭇잎 마을의 3대 호카게를 살해한다. 우치하 사스케를 전생술의 새 몸으로 사용하기 위해 나뭇잎 마을에서 데려오지만, 3년 후에 사스케에 의해 죽임을 당한다. 부활 후 이타치가 소환한 스사노오의 십권검(토츠카노츠루기)에 찔려 살해당한다.